# Осроена
37°09′30″ пн. ш. 38°47′30″ сх. д. / 37.15833333° пн. ш. 38.79166667° сх. д.

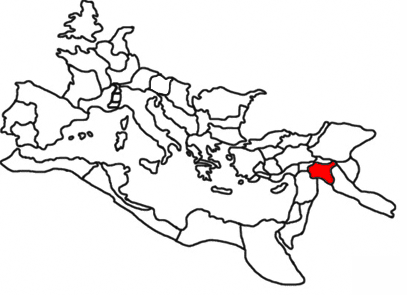
Римська провінція Осроена у складі Римської імперії.

Осроена (Едеське царство) — держава та провінція Римської імперії, що існувала на території західної, приєвфратської області Межиріччя у 132 до н. е. — 244 роках. Столицею було місто Едеса. Стала першою державою, правитель якої (цар Абгар VIII) прийняв християнство — на цій підставі деякі дослідники вважають, що християнство було офіційною релігією у державі.

## Заснування
Осроеною в давнину називалася західна частина Межиріччя, головним містом якої була Едеса. Після розпаду імперії Александра Македонського, Осроена увійшла до складу царства Селевкідів. У 132 до н. е. вона була завойована арабським плем'ям орроі, вожді якого утворили тут своє царство. Незалежним воно було зовсім недовго. Місцеві володарі змушені були визнавати над собою владу парфянських царів.

## Стосунки з Римом
При Абгарі I Осроена якийсь час входила до складу вірменської держави Тиграна II. Його наступник Абгар II, підтримував римлян у їхній війні проти Парфії, яка спалахнула у 54 р. до н. е. Римські джерела стверджували, що саме він, був головним винуватцем розгрому Красса весною 53 р. до н. е. в битві при Каррах. Всупереч плану вірменського царя Артавазда II, який пропонував для вторгнення в Парфію обхідний шлях через Вірменію, Абгар радив, щоб римська армія йшла навпростець — через безлюдний месопотамський степ. У результаті римська армія була оточена парфянською кіннотою і повністю знищена. Після цієї перемоги, Абгар II був страчений за наказом парфянського царя.
При Абгарі VII, який правив на початку II століття, за імператора Траяна, почалася нова римо-парфянська війна. Абгар одним з перших перейшов на бік римлян і вислав назустріч Траяну свого сина Ерванда. Цей юнак здобув прихильність імператора й Траян вирішив зберегти Едеське царство. Однак коли у 116 році Траян залишив Месопотамію, тут спалахнуло антиримське повстання. Абгар VII, як союзник Риму, був убитий своїми підданими. У 117 році Едеса була захоплена римським військом, яке сильно зруйнувало місто. За рішенням римлян, царем був поставлений римський союзник — парфянський царевич Парфамаспат.
У 123 р. на вимогу свого батька Ороза, Парфамаспат повинен був залишити Едесу, у якій (в особі Ману VII) була відновлена колишня арабська династія. Наступний цар Ману VIII, під час нової римо-парфянської війни, у 163 р. перейшов на бік римлян. Коли римляни змогли оволодіти містом, він був відставлений від влади. Царський престол був переданий арабові Ваїлу. Він правив у 163—165 рр.
У 165 р. Ма'ну VIII зміг повернути владу і правив до 177 р. За мирним договором 166 р. Осроена потрапила у васальну залежність від Риму. Наступний цар Абгар VIII під час громадянської війни в Римі 193—194 років став на бік Нігера. Коли влада дісталася імператорі Септимію Северу, Абгар визнав його владу і зберіг свій престол, однак повинен був відправити до Рима своїх дітей як заручників.
Наступник Абгара VIII, Абгар IX у 216 році був викликаний імператором Каракаллою в Антіохію, закований у кайдани і відправлений до Риму. Осроена була перетворена на римську провінцію. Проте незабаром римляни зазнали поразки від парфян, і в Едесі зацарював син Абгара IX — Ману IX.

### Царі Осроени
- Арю (132—127 до н. е.)
- Абду (127—120 до н. е.)
- Фрадхаст (120—115 до н. е.)
- Бакру I (115—112 до н. е.)
- Бакру II (112-94 до н. е.)
- Ма'ну I (94 р до н. е.)
- Абгар I Піка[ru] (94-68 до н. е.)
- Абгар II (68-52 до н. е.)
- Ма'ну II (52-34 до н. е.)
- Пакор[ru] (34-29 до н. е.)
- Абгар III (29-26 до н. е.)
- Абгар IV (26-23 до н. е.)
- Ма'ну III Сафул[fr] (23-4 до н. е.)
- Абгар V (4 до н. е. — 7 н. е.) вперше
- Ма'ну IV (7-13)
- Абгар V (13-50) вдруге
- Ма'ну V (50-57)
- Ма'ну VI (57-71)
- Абгар VI[ru] (71-91)
- Санатрук (91-109)
- Абгар VII[en] (109—116)
- під управління Римської імперії (116—118)
- Ялур[ru] (118—122)
- Парфамаспат[en] (118—123)
- Ма'ну  VII[ru] (123—139)
- Ма'ну  VIII[fi] (139—163) вперше
- Ваел[ru] (163—165)
- Ма'ну  VIII (165—177) вдруге
- Абгар VIII Великий[ru] (177—212)
- Абгар IX Великий Север[ru] (212—216)
- Ма'ну IX Антонін (217—240)
- Абгар X Фраат (240—242)
- Абгар XI Фраат (242—244)

## Римська провінція
За часів імператора Гордіана III Осроена перетворена на римську провінцію. З цього моменту перетворилася на важливу провінцію як захист до усього Римського Сходу. Деякий час входила до складу Пальмірського царства під час кризи Римської імперії середини III ст. Імператор Діоклетіан для захисту Осроени спрямував сюди новосформовані легіони — Legio IV Parthica, Legio V Parthica та Legio VI Parthica.